# Tuva Aas Stræte
Tuva Aas Stræte (* 25. März 2001 in Lillehammer) ist eine norwegische Biathletin.
Stræte startet für den Hønefoss Skiskytterklubb und bestritt ihre ersten internationalen Rennen bei den Jugendweltmeisterschaften 2020 in der Schweiz. Dort gewann sie gemeinsam mit Frida Dokken und Maren Bakken das Staffelrennen vor den Mannschaften aus Italien und Deutschland. In der Saison 2022/23 nahm sie an Rennen des IBU-Cups teil, das beste Ergebnis des Winters war ein 19. Platz beim Sprint auf der Pokljuka-Hochebene. 2023 nahm Stræte auch an den Biathlon-Juniorenweltmeisterschaften 2023 im kasachischen Schtschutschinsk teil. Dort gewann sie in der Mixedstaffel (mit Maren Bakken, Martin Nevland und Isak Frey), der Damenstaffel (mit Linnea Winsvold, Maren Bakken und Siri Skar) und im Verfolgungsrennen die Bronzemedaille. Im März 2023 gewann sie bei den norwegischen Meisterschaften im Biathlon gemeinsam mit Frida Dokken und Ida Lien als erste Mannschaft der Region Buskerud das Staffelrennen. Im Sommer 2023 wurde Stræte in die Nachwuchsmannschaft des norwegischen Biathlonverbandes aufgenommen. Im folgenden Winter startete sie erneut im IBU-Cup, ihr bestes Ergebnis war ein 12. Platz im Einzelrennen im finnischen Kontiolahti. 